# Foozer
Foozer est une tournée de 25 concerts par les groupes rock américains Foo Fighters et Weezer. Elle a eu lieu du 8 septembre au 28 octobre 2005 aux États-Unis. Le groupe britannique Kaiser Chiefs, les Canadiens Hot Hot Heat et les Américains Mae ont assuré les premières parties de ces concerts.

## Liste des dates
- 8 septembre 2005 :Duluth, Géorgie / Gwinnett Arena
- 10 septembre 2005 : Sunrise, Floride / Office Depot Center (maintenant BankAtlantic Center)
- 11 septembre 2005 : Tampa, Floride / St. Pete Times Forum
- 13 septembre 2005 : The Woodlands, Texas / Cynthia Woods Mitchell Pavilion
- 14 septembre 2005 : Austin, Texas / Frank Erwin Center
- 15 septembre 2005 : Dallas, Texas / Smirnoff Music Center
- 27 septembre 2005 : San Diego, Californie / Cox Arena
- 28 septembre 2005 : Phoenix, Arizona / US Airways Center
- 30 septembre 2005 : Denver, Colorado / Pepsi Center
- 2 octobre 2005 : St. Paul, Minnesota / Xcel Energy Center
- 3 octobre 2005 : Rosemont, Illinois / Allstate Arena
- 4 octobre 2005 : Champaign, Illinois / Université de l'Illinois à Urbana-Champaign
- 6 octobre 2005 : Grand Rapids, Michigan / Van Andel Arena
- 7 octobre 2005 :  Detroit, Michigan / Joe Louis Arena
- 8 octobre 2005 : Cleveland, Ohio / Wolstein Center
- 10 octobre 2005 : Fairfax, Virginia / Patriot Center
- 11 octobre 2005 : Bridgeport, Connecticut / Arena at Harbor Yard
- 13 octobre 2005 : Philadelphie, Pennsylvanie / Wachovia Center
- 14 octobre 2005 : East Rutherford, New Jersey / Continental Airlines Arena
- 15 octobre 2005 : Worcester, Massachusetts / DCU Center
- 22 octobre 2005 : Long Beach, Californie / Long Beach Arena
- 23 octobre 2005 : Long Beach, Californie / Long Beach Arena
- 25 octobre 2005 : Portland, Oregon / Memorial Coliseum
- 26 octobre 2005 : Seattle, Washington / Key Arena
- 28 octobre 2005 : Oakland, Californie / Oakland Arena